# Меланоя
«Меланоя» — первый полноформатный двойной альбом группы «Адаптация Пчёл», релиз которого состоялся 8 апреля 2009 года.

## Выпуск альбома
Трек-лист пластинки включает 20 композиций, две из которых были ранее выпущены на синглах «Chapter One — Сказка сама по себе» и «Chapter Two — Диспозиция». Видеоклипы на эти песни можно было увидеть в эфире телеканалов «A-ONE» и «O2TV».
Согласно пресс-релизу группы, альбом выпущен в стиле кибер-грандж и электронный пост-панк.

## Запись альбома
Работа над «Меланоей» велась в трех городах: Нижнем Новгороде, Санкт-Петербурге и в Москве. Альбом записан на питерской студии «Добролёт».
Саунд-продюсером альбома стал Андрей Алякринский, звукорежиссёр, работавший ранее с такими коллективами, как «Tequilajazzz», «Кирпичи», «Spitfire», «7раса», «Небо Здесь»:

«Думаю, главное отличие Адаптации Пчёл от многих других групп заключается в том, что они очень четко представляют себе то, чего хотят. Их звук — это насыщенное соединение сырого живого звука и электроники».

В записи также принимали участие гитарист группы «Сплин» Вадим Сергеев, а также московская певица Sinnisha.
Мастеринг альбома выполнен звукорежиссёром московской студии «Knob Studio» Борисом Истоминым, ранее участвовавшим в записи альбомов Аквариума, Ю-Питера, Ундервуда и других групп.
В оформление диска вошли несколько сюрреалистичных композиций, созданных художником Филиппом Fill.Art специально для альбома.

## Список композиций

### Chapter 1 (CD1)
| №   | Название трека        | Продолжительность |
| --- | --------------------- | ----------------- |
| 101 | «Назад в зазеркалье»  | 05:01             |
| 102 | «Драйв»               | 04:32             |
| 103 | «Анестетик»           | 03:21             |
| 104 | «Сказка сама по себе» | 04:07             |
| 105 | «Бэд трип»            | 04:37             |
| 106 | «Тиберий»             | 04:33             |
| 107 | «Тело предать земле»  | 04:41             |
| 108 | «Штыковая атака»      | 05:53             |
| 109 | «Бора-Бора»           | 04:48             |
| 110 | «Сумерки»             | 03:44             |

### Chapter 2 (CD2)
| №   | Название трека           | Продолжительность |
| --- | ------------------------ | ----------------- |
| 201 | «Аэродинамика»           | 04:24             |
| 202 | «Диспозиция»             | 03:20             |
| 203 | «Тупитай»                | 03:07             |
| 204 | «Небо червей»            | 06:03             |
| 205 | «Невесомость»            | 05:18             |
| 206 | «Превыше всего»          | 06:41             |
| 207 | «Обратная связь»         | 04:17             |
| 208 | «Тридцать три несчастья» | 03:59             |
| 209 | «Лифт»                   | 04:01             |
| 210 | «Мазарины»               | 03:52             |